# Product information management
In economia aziendale la Gestione Informazioni di Prodotto, in inglese product information management o PIM, è un termine che indica i processi e le tecnologie per gestire centralmente le informazioni che descrivono i prodotti dal punto di vista del cliente. Le soluzioni PIM permettono a marketing e vendite di raggruppare e organizzare in maniera coerente tutte le informazioni utili e declinarle con rapidità e precisione attraverso differenti canali distributivi: cataloghi stampati, siti internet, commercio elettronico, ERP.
In questo modo è possibile personalizzare e filtrare in automatico le informazioni relative a gamma di prodotti, prezzi e valute, descrizioni e traduzioni. Per Gestione Informazioni di Prodotto si intende la gestione media-neutral di tutte quelle informazioni sui prodotti e sull'azienda indirizzate verso diversi canali di pubblicazione.

## A cosa serve un PIM?
- Creazione di strutture informative a oggetti (marchi, gruppi, varianti, versioni, accessori);
- Creazione di strutture relazionali articolate;
- Definizione di attributi di prodotto complessi;
- Possibilità di duplicazione oggetti e condivisione elementi (es.: viene creata una variante di prodotto che condivide le compatibilità con gli accessori del prodotto originale);
- Funzione di ricerca attributi e descrizioni;
- Supporto alla traduzione/localizzazione dei contenuti;
- Gestione dei flussi di lavoro e approvazione (workflow);
- Supporto dei riferimenti incrociati e verifica sull'utilizzo dell'informazione (es.: se una caratteristica di un accessorio viene modificata, essa verrà modificata automaticamente in tutte le schede dei prodotti che elencano il medesimo accessorio).

## I vantaggi
- Ridurre i costi di gestione di cataloghi, listini, schede tecniche e manuali;
- Rendere coerenti le informazioni di prodotto;
- Ridurre gli errori di progettazione;
- Abilitare la pubblicazione automatica dei documenti.

Per avere un unico repository aziendale per tutte le informazioni prodotti e per avere una completa sincronizzazione dei dati: interfacciando il PIM con i vari sistemi già presenti in azienda (ERP, gestionali, file server ecc.) si avrà la garanzia che ogni area aziendale avrà la versione aggiornata di ogni informazione (dati, immagine, video ecc.) relativa ad un determinato articolo. Inoltre l'azienda avrà una sicurezza di accesso ai dati: l'IT può gestire e garantire un adeguato accesso ai dati. Vengono rilasciati permessi ad ogni gruppo di lavoro o singolo utente per l'accesso ai dati in sola lettura, con possibilità di modifica del dato, di creazione nuovi articoli ecc. La presentazione dei prodotti sarà più efficace: grazie al PIM l'azienda è in grado arricchire le informazioni da presentare sui vari dispositivi, cartaceo, web, Tablet e smartphone, aumentando così l'esposizione dei prodotti. Un Product Information Management dovrà integrare le classiche funzionalità di un digital asset management.